# Esther Lekain
Pour l’article homonyme, voir Lekain.
Esther Lekain, de son vrai nom Ernestine Nikel, est une chanteuse française, née le 1er avril 1870 à Paris et morte le 2 mars 1960 à Nice.

## Biographie
Il a longtemps existé une incertitude sur le vrai patronyme d'Esther Lekain, sur son lieu de naissance et sur l'origine de son pseudonyme.
Son acte de naissance, où figurent en marge la date et le lieu de son décès, indique qu'elle est née Rue Sedaine dans le 11e. Elle aurait passé sa jeunesse à Saint-Nicolas-de-Port près de Nancy.
Selon Brunschwig, Calvet et Klein, Esther Lekain fait ses débuts en 1885 à l'Alcazar de Marseille. Elle « monte » à Paris où elle s'impose rapidement. Elle se produit dans toutes les grandes salles parisiennes : à La Cigale (1895), au Concert parisien rue de l'Échiquier (devenu plus tard le Concert Mayol), à l'Alcazar d'été, à l'Alhambra, à la Scala, au Parisiana boulevard Poissonnière, aux Ambassadeurs, aux Folies Bergère, etc..
Yvette Guilbert la surnomme « la reine des diseuses ». Vêtue sobrement, elle souligne par des jeux de physionomie chaque couplet de ses chansons, mais sans extravagance. Quittant brutalement la scène pour se marier, elle y revient après plusieurs années et retrouve au Parisiana son fidèle public.
Elle fit ses adieux officiels à la scène au Palace, en 1936, âgée de soixante-six ans. Deux ans plus tard, elle ouvre une école de la chanson. Elle fêtera ses soixante-dix ans de carrière.
En 1954, elle est faite chevalier de la Légion d'honneur.
Georges Millandy dit d'elle : « Esther Lekain fut sans doute la plus intelligente parmi mes interprètes féminines ». On pouvait lire dans la Revue musicale : « Esther Lekain possède une fort belle voix qu'elle conduit avec adresse et une distinction émouvante... Elle est trop distinguée pour le music-hall ».
Elle a influencé notamment Damia et Tino Rossi[réf. nécessaire]. Jean Lumière fut son filleul de spectacle : Esther Lekain choisit son pseudonyme de Lumière : « Votre voix est claire, vous êtes du Midi, vous vous appellerez Jean Lumière. »

## Enregistrements
Esther Lekain a enregistré sur tous les supports musicaux au fil de leur évolution : cylindre à la fin du XIXe siècle, disque à saphir en 1906, disque à aiguille (procédé acoustique), disque à aiguille (procédé électrique) dans les années 1930, disque 33 tours vinyl.
- Esther Lekain accompagnée par Marc Berthomieu (1954, Pathé AT1043)

En 1954, à 84 ans, elle enregistre avec le pianiste Marc Berthomieu († 1991) huit chansons.
1. La Dernière gavotte
2. Le Voyage à Robinson
3. Petite brunette aux yeux doux
4. Ton rire
5. La Petite tonkinoise
6. C'est un petit béguin
7. Je n' sais comment
8. Valse à trois temps

## Ré-édition numérique
Une partie de ses chansons a été rééditée sur CD dans des anthologies. Depuis l'arrivée du numérique, plusieurs titres de Lekain figurent sur des anthologies ; en 1993, un CD lui est consacré.
- Esther Lekain, succès et raretés (1993, Chansophone 134-DK003)

La notice de 6 pages précise les marques, les matrices et les dates des enregistrements originaux (conception : Jacques Primack et Gilles Pétard, restauration sonore Emmanuel Ramade et Lionel Risler)
1. La Dernière gavotte (3:22)
2. Un vieux farceur (2:44)
3. Les Vieilles larmes (3:15)
4. Ah ! si vous voulez d' l'amour (2:21), avec l'orchestre d'Albert Valsien, paroles de William Burtey, musique de Vincent Scotto (avril 1931, Odéon 238482)
5. Pourquoi s'aimer ? (3:04)
6. Ne dis rien (3:13)
7. [Tout] Ça ne vaut pas l'amour (2:58), avec l'orchestre d'Albert Valsien, paroles de Alexandre Trébitsch, musique de François Perpignan (juillet 1931, Odéon 238888)
8. L'Amour malin (2:36)
9. J'ai passé par là (3:05)
10. Y a qu' l'amour (2:46)
11. Éternelles erreurs (2:42)
12. Ça pousse (2:40)
13. Elle n'est pas du tout si mal que ça (3:07)
14. J'aime tes grands yeux (2:44)
15. Les Oiseaux (2:49)
16. Vous dites (3:11)
17. Cousine et cousin (2:44)
18. Le Cœur de Ninon (2:42), avec l'orchestre de Jean Lenoir († 1976), paroles de Georges Millandy († 1964), musique arrangée par Raphaël Beretta sur les motifs de la valse italienne Teroso Mio de Ernesto Becucci (janvier 1930, Polydor 521662)
19. Le Housard galant (2:40)
20. Bonjour Mimi (2:46)
21. Farandole blanche (2:55)
22. Qui m'aurait dit (3:00)
23. La Petite tonquinoise (2:15)

- Anthologies

Les titres du CD (parfois en versions différentes) sont également publiées dans des anthologies.
Signalons le titre C'est un petit béguin (3:49), paroles de Gabriel Timmory († 1965) et musique de Henri Christiné († 1941) (dans « Les 125 chansons les plus populaires du siècle dernier », Marianne Mélodie, 2010).

## Théâtre
- 1937 : Le Crime du boulevard Haussmann de Georges Vaxelaire, mise en scène Fernand Mailly, Théâtre des Capucines

## Cinéma
- 1928 : La Faute de Monique de Maurice Gleize : Mme Dermond ; adaptation du roman-éponyme de Thérèse Trilby (Flammarion, 1928)[10] aux côtés de Rudolf Klein-Rogge, un des acteurs favoris de Fritz Lang.
- 2004 : Un long dimanche de fiançailles de Jean-Pierre Jeunet : en fond sonore (Tout ça ne vaut pas l'amour) dans une cabine téléphonique parisienne, alors que Mathilde (Audrey Tautou) adresse un coup de fil au curé du village de Cet Homme (Urbain Cancelier), lequel s'exclame en entendant la chanson : '' Dites donc, ce n'est pas une ode à la Sainte-Vierge que j'entends derrière vous ! ''[11]

### Sources et bibliographie
- Paris qui chante, revue hebdomadaire illustrée, no 336 (7e année), 11 juillet 1909 (16 pages, numéro spécial « Esther Lekain », photos, article et entretien avec Esther Lekain ; quatre chansons : La Garde qui passe, C'est qu'un béguin, Farandole blanche, La Pavane, Pour toi polka-marche pour piano.
- Chantal Brunschwig, Louis-Jean Calvet, Jean-Claude Klein, Cent ans de chanson française, coll. Points actuels, Seuil, Paris, 1981  (ISBN 2-02-00-2915-4) (1re éd. reliée)
- Serge Dillaz, La chanson sous la IIIe république (1870-1940), Tallandier, 1991  (ISBN 2-235-02055-0)
- Guy Erisman, Histoire de la chanson, éd. Hermès (Connaissances), 1967
- François Caradec, Alain Weill, Le Café-concert (1848-1914), Fayard, Paris, 2007  (ISBN 978-2-213-63124-0)
- Claude Fléouter (préface Eddy Mitchell, illustrations Gabriel Gay), Le Siècle de la chanson française, éd. Scala, 2008  (ISBN 978-2-35012-211-3)
- André Sallé et Philippe Chauveau (dir.), Music-hall et Café-concert, Bordas, Paris, 1985
- France Vernillat, Jacques Charpentreau, Dictionnaire de la chanson française, éd. Larousse, 1968

### Iconographie
- Affiche de l'Alcazar d'été sur Gallica.
- Affiche signée Fernel.